# Artisia
Het vormgenus Artisia representeert de interne afdrukken van het merg van de Cordaites-boom. Omdat merg vaak eerder dan het omliggende hout vergaat, ontstonden holtes in de stakken en stammen, welke met sediment opgevuld raakten.